# María Luisa Ávila Agüero
María Luisa Ávila Agüero (San José, 30 de enero de 1961) es una política costarricense, pediatra infectóloga, que ha sido Ministra de Salud durante las administraciones de Óscar Arias Sánchez (2006-2010) y Laura Chinchilla (2010-2014).

## Biografía
Es hija de Claudio Ávila Quirós y Evelia Agüero Garro. Estudió en la Escuela República de Paraguay y en el Colegio Anastasio Alfaro. Se graduó como pediatra en la Universidad de Costa Rica y se especializó en infectología, laborando en el Hospital Nacional de Niños como Jefe de Infectología. En 2006, Óscar Arias Sánchez la convoca como Ministra de Salud y en la siguiente administración Laura Chinchilla la mantiene en el cargo.

## Administración Arias Sánchez
Mediante la publicación del Decreto Ejecutivo N.º 34510-S “Reglamento Orgánico del Ministerio de Salud”; se implementa la nueva estructura institucional y
desarrollo del modelo organizacional.
En julio del 2008, mediante Decreto Ejecutivo se oficializa el Plan de Residuos Sólidos Costa Rica. En el año 2009, Costa Rica logra la tasa de mortalidad infantil más baja de toda su historia, ubicándose en el tercer lugar de América Latina, solo superada por Chile y Cuba.
Se amplia el esquema básico de vacunación para toda la población, mediante la incorporación de cuatro nuevas vacunas en el esquema infantil: varicela, neumococo, tos ferina y rotavirus. En abril del 2010, se aprobó la Ley 8809 que crea la Dirección Nacional de CEN y CINAI, dotándola de una estructura organizativa y gerencial así como recursos para poder avanzar en la extensión de cobertura de atención integral a los niños y niñas del país.
Retomó el programa de control de las enfermedades transmitidas por vectores, dando especial importancia al combate contra malaria, que había sido abandonado por administraciones anteriores y que fue quedado sólo en las manos de los niveles locales del Ministerio de Salud. Gracias a la gestión de la Dra. Ávila, el equipo del Área Rectora de Salud de Matina pudo lograr el apoyo para controlar la incidencia creciente de paludismo que se venía dando en ese cantón limonense desde principios de la primera década del siglo XXI y con eso evitar la propagación al resto de las zonas bajas del país.
Al finalizar la Administración en 2010, el país reporta la incidencia por dengue más baja de los últimos 9 años y la mortalidad por dengue hemorrágico se mantiene en 0.
Al término de julio de 2009 cancela la romería de los fieles católicos hacia la ciudad de Cartago, donde se encuentra la Basílica de la Virgen de los Ángeles, cuya fiesta se celebra el 2 de agosto, con motivo de la Pandemia de gripe A (H1N1) de 2009.
En febrero de 2010 la auditoría del Ministerio de Salud cuestiona una serie de convenios y contratos que realizó dicha cartera con la Universidad de Costa Rica (UCR) para implementar un proceso de desarrollo organizacional en la institución, por una suma cercana a 900 millones de colones (aproximadamente US$1.5 millones).
El 20 de marzo de 2010, forma parte, junto con Leonardo Garnier (Educación), Roberto Gallardo (Planificación), Marco Vinicio Ruiz (Comercio Exterior) y María Elena Carballo (Cultura), del grupo de cinco ministros de la administración Arias Sánchez que solicitan al Presidente impulsar el proyecto de ley 16.390 sobre las «Uniones Civiles entre personas del mismo sexo».

## Administración Chinchilla Miranda
En el inicio de la administración Chinchilla Miranda, por falta de previsión y problemas administrativos del Ministerio de Salud, un total de 135 mil niños y madres en condición de pobreza no reciben la leche que el Gobierno les debe suministrar, lo que provoca una comparecencia ante la Asamblea Legislativa, en la cual tiene algunos enfrentamientos.
En junio de 2010, Diputados del PAC y el PUSC presentan una moción de censura en contra de la ministra de Salud, por las fricciones creadas luego que la jerarca ordenara el cierre de 40 despachos en las instalaciones de la Asamblea Legislativa que no reunían las condiciones apropiadas.
María Luisa Ávila presenta su renuncia al Ministerio de Salud en agosto de 2011 por diferencias con la mandataria Laura Chinchilla sobre el proceso de intervención para buscar solución a distintos problemas en la Caja Costarricense de Seguro Social. La renuncia se hizo efectiva a partir del 22 de agosto.